# Skocznie narciarskie w Szczawnicy

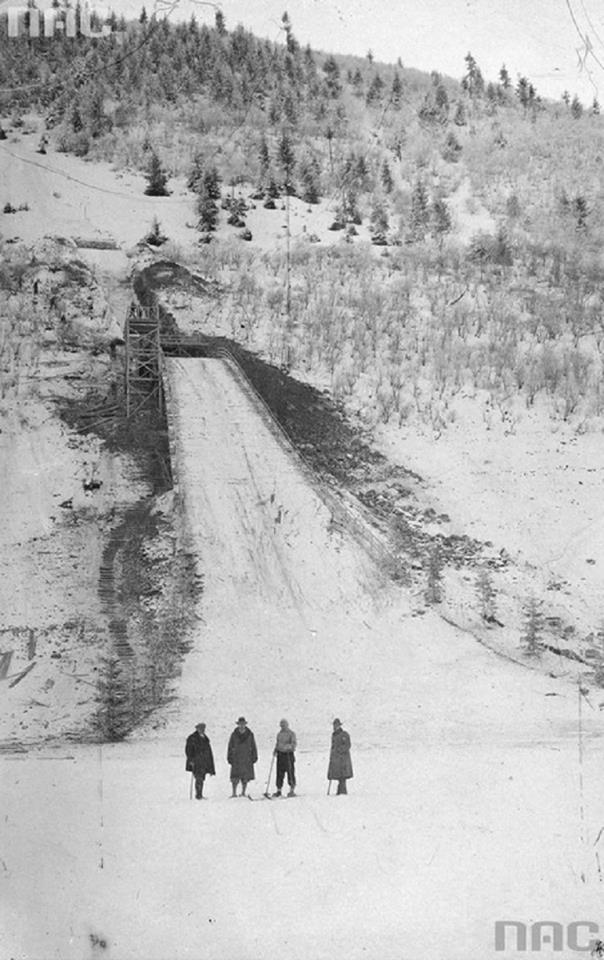
Skocznia na Jarmucie, 1932 rok,
ze zbiorów NAC

Skocznie narciarskie w Szczawnicy – nieistniejące obecnie skocznie narciarskie położone w Szczawnicy. Istnieją informacje o dwóch obiektach: na stokach Jarmuty (794 m n.p.m.) oraz Palenicy (722 m n.p.m.).

## Skocznia na Jarmucie
Skocznia powstała w latach 1931–1932 z inicjatywy szczawnickiej Sekcji Narciarskiej Polskiego Towarzystwa Tatrzańskiego, kierowanej przez dra Artura Wernera. Był to duży, drewniany obiekt, który powstał przy pomocy 1 Pułku Strzelców Podhalańskich z Nowego Sącza. W inauguracyjnych zawodach w lutym 1932 roku uczestniczyli zawodnicy z Zakopanego, Krynicy, Nowego Sącza i Lwowa. Skocznia na Jarmucie była raczej obiektem treningowym. Uległa zniszczeniu podczas II wojny światowej.

## Skocznia na Palenicy
Drugi ze szczawnickich obiektów powstał w latach powojennych. Była to skocznia murowana z drewnianą wieżą sędziowską, a jej zeskok stykał się z potokiem Grajcarek. Sądząc po wielkości, można było oddawać na niej skoki o długości ok. 50 metrów. W swej historii była dwukrotnie przebudowywana (po raz pierwszy w latach 1956–1958). Był to obiekt treningowy – zawodami o najwyższej randze, jakie zostały na niej przeprowadzone, były mistrzostwa województwa, które wygrał Adam Majerczak skokiem na odległość ok. 65 metrów. Skakano wówczas na nartach zjazdowych.

Z czasem gospodarz obiektu – KS Pieniny Szczawnica – skupił się na prowadzeniu sekcji kajakarstwa i skocznia uległa zniszczeniu.